# Jukka Ylipulli
Jukka Petteri Ylipulli (Rovaniemi, 6 febbraio 1963) è un allenatore di sci nordico ed ex combinatista nordico finlandese.
È fratello dei saltatori con gli sci Raimo e Tuomo, a loro volta sciatori nordici di alto livello.

## Biografia

### Carriera sciistica
In Coppa del Mondo esordì nella gara inaugurale del 17 dicembre 1983 a Seefeld in Tirol (14°) e ottenne l'unico podio il 25 marzo 1988 a Rovaniemi (2°).
In carriera prese parte a due edizioni dei Giochi olimpici invernali, Sarajevo 1984 (3° nell'individuale) e Calgary 1988 (16° nell'individuale, 6° nella gara a squadre), e a quattro dei Campionati mondiali, vincendo due medaglie.

### Carriera da allenatore
Dal 1991 al 1996 fu allenatore della nazionale juniores di combinata finlandese; dal 1993 assunse anche la guida della nazionale maggiore. Dal 2001 al 2002 allenò i combinatisti statunitensi; dal 2002 al 2004 tornò alla squadra juniores finlandese, assumendo nuovamente, nel 2004, anche la guida della nazionale maggiore.

## Palmarès

### Olimpiadi
- 1 medaglia:
  - 1 bronzo (individuale a Sarajevo 1984)

### Mondiali
- 2 medaglie:
  - 1 argento (gara a squadre a Sarajevo/Rovaniemi/Engelberg 1984)
  - 1 bronzo (gara a squadre a Seefeld in Tirol 1985)

### Coppa del Mondo
- Miglior piazzamento in classifica generale: 15º nel 1986 e nel 1988
- 1 podio (individuale):
  - 1 secondo posto